# Doppelpass (Film)
Doppelpass ist ein Dokumentarfilm des Schweizer Regisseurs Gregor Frei aus dem Jahr 2007.

## Handlung
Fünf Türken, ein Iraner, sogenannte Secondos aus der Schweiz, reisen ohne Visum als selber organisiertes Team zu einem internationalen Straßenfußballturnier in München. Dort machen sie die neue Erfahrung, nicht wie in der Schweiz „die anderen“ zu sein, sondern dass alle als „anders“ gelten. Z. B. fallen die Brasilianer dadurch auf, ständig ihre Trikots gegen Wertutensilien tauschen zu wollen.
Auf die neuen Einblicke in fremde Kulturen reagieren die Jugendlichen zum Teil mit Hilflosigkeit oder Ablehnung und zum Teil beglückt und fasziniert. So spielen sie gegen Kosovo-Albaner, die sie anfänglich „eigentlich nicht so gern haben“, die aber schon bald ihre Freunde werden. Die Spieler treten sowohl in den Trikots der Schweizer Nationalmannschaft als auch in türkischen Trikots auf und empfinden sich als Doppelbürger.
Als die Spieler den Verführungen der Großstadt, des anderen Geschlechts und der Profilierungsmöglichkeiten ausgesetzt sind, geraten sie in ein Spannungsfeld zwischen sportlicher Professionalität und jugendlichem Grenzgängertum. Von starken Emotionen begleitet, entsteht im Team ein Zerwürfnis, das sich bis zum Schluss nicht schließen lässt. Schließlich möchten die Spieler nur noch wieder nach Hause reisen.

## Filmfestivals
Doppelpass war im Jahr 2008 an diversen nationalen und internationalen Filmfestspielen zu sehen, so zum Beispiel bei den Solothurner Filmtagen oder am European Independent Film Festival in Paris.